# 孟加拉泰姬陵

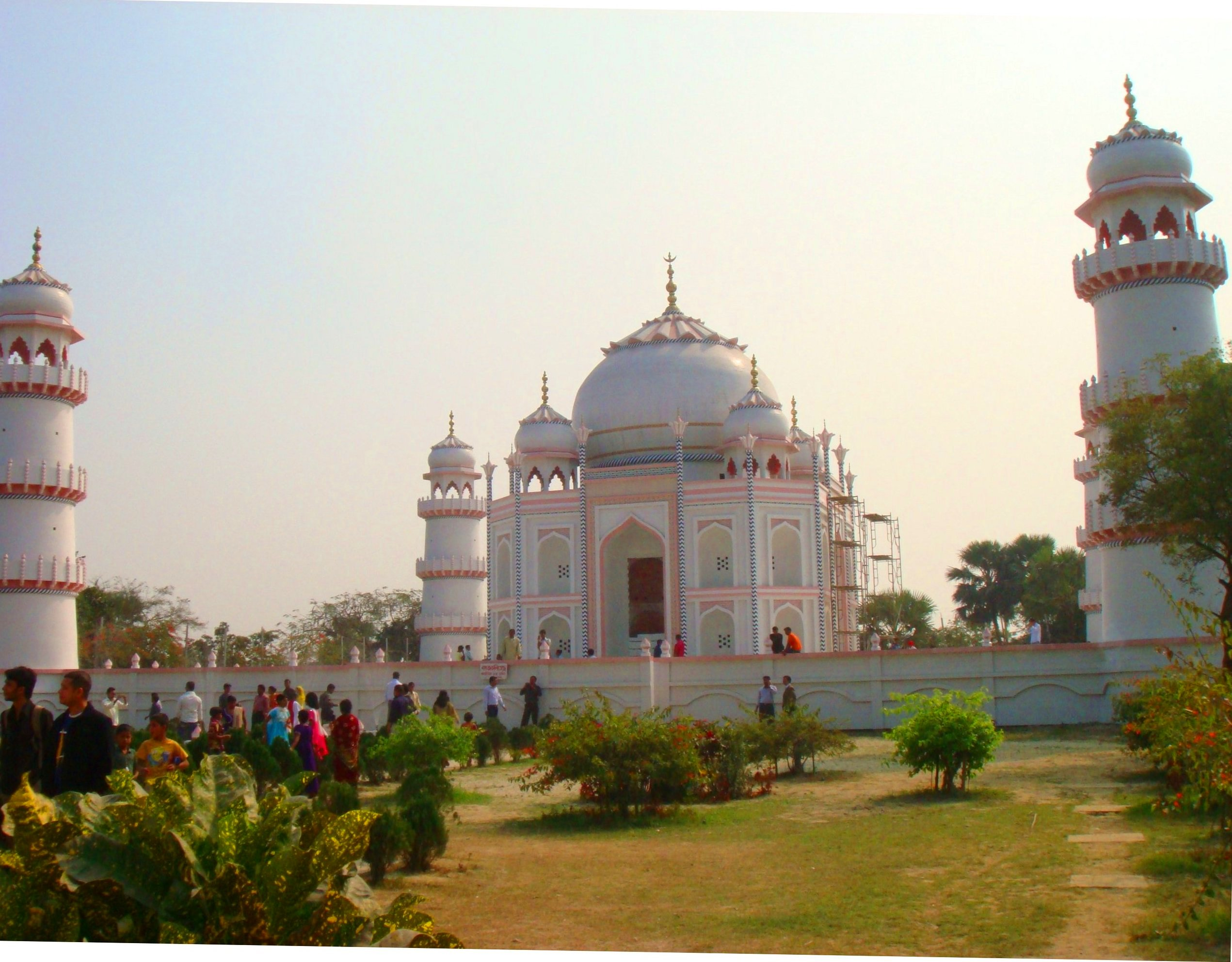

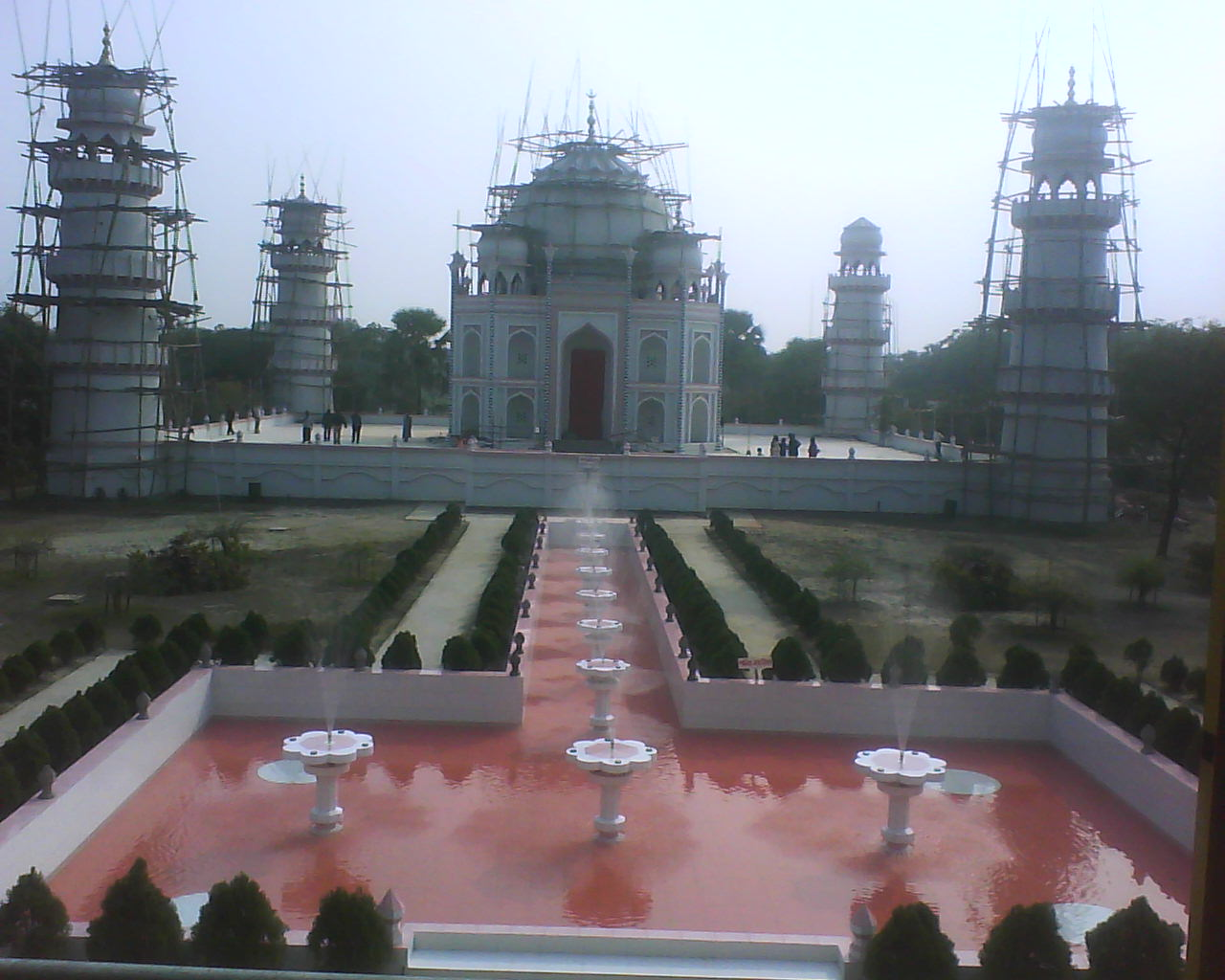

孟加拉泰姬陵，是印度歷史遺跡泰姬瑪哈陵的複製品。

## 历史
於2008年在孟加拉首都達卡東北方30公里處建成。由孟加拉電影導演阿赫萨努拉赫·莫尼（Ahsanullah Moni）投資5,800萬美元用5年興建。孟加拉泰姬陵此複製建築物比例是1比1，跟原實物大小一樣。